# Rustica (écriture)
 (septembre 2020).
La rustica, ou capitalis rustica, est un type d'écriture utilisée à partir de l'époque romaine, du Ier au IXe siècle, qui connut son apogée entre les IVe et VIe siècles. Elle est remplacée progressivement par l'onciale à partir du Ve siècle, ne subsistant que pour les titres. 

## Caractéristiques

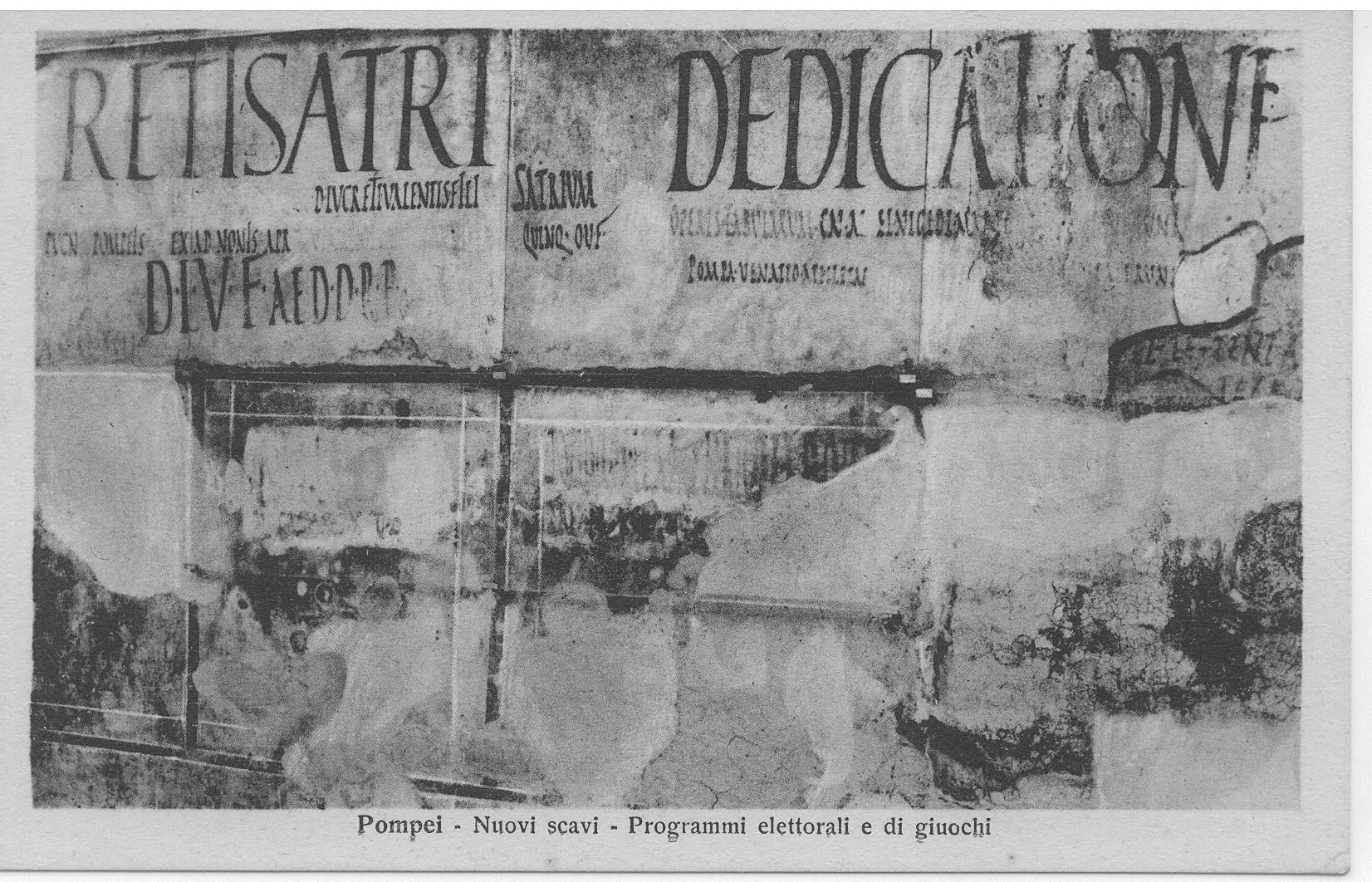
Inscriptions électorales à Pompéi : grandes capitales dessinées et, en plus petit, inscriptions en rustica.

La rustica est une évolution de la capitale dite quadrata qui se rapproche de la cursive et qui a servi à écrire les « livres », le plus souvent sous la forme du volumen (rouleau de feuilles de papyrus collées les unes après les autres), dans un premier temps, puis plus tard sous forme de codex (feuilles reliées).
La rustica était écrite au calame avec de l'encre à base de galle. La lettre est plus étroite que la capitale quadrata, ses formes sont plus souples et des empattements épais marquent la ligne de base.
On retrouve des exemples d'inscriptions en rustica sur les murs de Pompéi, à côté de capitales quadrata et de cursives. La rustica fut parfois gravée dans le bronze, l'ivoire ou la pierre, car elle tenait moins de place que la grande capitale monumentale ou quadrata.

## Manuscrits
Les principaux manuscrits conservés écrits en rustica sont les œuvres des poètes : Virgile (Vergilius Vaticanus et Vergilius Romanus), Térence et les auteurs chrétiens Prudence et Sedulius.